# Анні Пеллетьє
Анні Пеллетьє (англ. Annie Pelletier, 22 грудня 1973) — канадська стрибунка у воду.
Призерка Олімпійських Ігор 1996 року.
Призерка Чемпіонату світу з водних видів спорту 1994 року.
Переможниця Ігор Співдружності 1994 року.
Переможниця Панамериканських ігор 1991 року.